# Sellnickochthonius suecicus
Sellnickochthonius suecicus är en kvalsterart som först beskrevs av Forsslund 1942.  Sellnickochthonius suecicus ingår i släktet Sellnickochthonius och familjen Brachychthoniidae. Inga underarter finns listade i Catalogue of Life.